# Club Sport Alianza Aurora
El Alianza Aurora es un club de fútbol del Perú de la ciudad de Barranca en el Departamento de Lima. Fue fundado el 31 de enero de 1936 y actualmente participa en la Liga Distrital de Barranca por la Copa Perú.

## Historia
El Club Sport Alianza Aurora fue fundado el 31 de enero de 1936 en la ciudad de Barranca, el Barrio de la calle Carlos Sayan la Familia Ramos entre quienes se encontraban, don Mauricio Ramos Morales junto a don Fortunato Ramos Morales y unos amigos del barrio de 9 de diciembre, posteriormente se quedó a cargo de la institución Don Manuel Ramos Manchego hijo de don Mauricio Ramos Morales.
Alianza Aurora empezó a participar en Segunda División para luego dar un paso grande y llegar a Primera División donde demostró su gallardía de equipo y la de sus jugadores, y siempre ahí alentando su notable delegado e hincha número 1 Don Manuel Ramos quien el 30 de enero de 1999 falleció, un día antes que su gran institución cumpla 63 años de vida institucional, fue ahí donde se les entrega este gran equipo a sus nietos Martin Ayala Ramos y Manuel Ayala Ramos para continuar con este legado.
Alianza Aurora y Juventud Olivar disputaron la final distrital en 2009. Tras igualar a uno en 120' de juego tuvieron que irse a penales. Los blanquiazules fueron más eficaces y se quedaron con la corona por primera vez en su historia. En la Etapa Provincial llegaron hasta la semifinal donde fueron eliminados por Aipsa de Paramonga en definición por penales. Fueron campeones distritales y subcampeones provinciales en 2010 siendo eliminados en la primera fase de la etapa departamental. En 2011 lograron el tricampeonato distrital.
En 2015 llegó hasta la segunda fase de la Etapa Departamental donde fue eliminado tras caer ante Defensor Laure Sur de Chancay por un marcador global de 3-2. Al año siguiente fue eliminado en la misma etapa por Atlético Independiente de Cañete que lo derrotó en ambos partidos por 1-0 y 2-1.

## Uniforme
- Uniforme titular: Camiseta blanquiazul, pantalón azul, medias azul.
- Uniforme alternativo: Camiseta blanca, pantalón blanco, medias blancas.

## Rivalidad

### Clásico barranquino
El rival tradicional de Alianza Aurora era el Juventud Progreso. Además, Alianza Aurora disputa el clásico barrial con Juventud Nueve de Diciembre.

## Palmarés

### Torneos regionales
- Liga Distrital de Barranca (4): 2009, 2010, 2011 y 2016.
- Subcampeón Liga Provincial de Barranca: 2010, 2015, 2016.